# Digitaria hitchcockii
Digitaria hitchcockii là một loài thực vật có hoa trong họ Hòa thảo. Loài này được (Chase) Hauman & Van der Veken mô tả khoa học đầu tiên năm 1917.